# 2020年夏季奥林匹克运动会文莱代表团
2020年夏季奥林匹克运动会文莱代表团是文莱达鲁萨兰国所派出的，参加因2019冠状病毒病疫情而延期至2021年举行的第三十二届夏季奥林匹克运动会的代表团。这是该国第六次派出运动员参加夏季奥运。
文莱代表团共由七人组成，其中一人为代表团团长，两人为参赛运动员，另外四人则为教练和工作人员。参赛的一名田径运动员和一名游泳运动员均因获外卡邀请而取得资格。开幕式旗手由游泳选手莫哈末·依沙担任。文莱代表团是该届奥运所有代表团当中，其中一个参赛运动员数最少的代表团。

## 田径
文莱有一名田径运动员获外卡邀请，得以参加奥运。
注
- 径赛运动员的预赛、1/4决赛和半决赛排名是该运动员所在小组的排名，而非总排名
- Q = 直接晋级至下一轮
- q = 径赛：因在所有未直接晋级选手中成绩靠前而获得剩下的晋级名额；田赛：未达到晋级标准成绩但总排名靠前

径赛和公路赛
| 穆赫德·努尔·菲尔道斯·艾尔-拉希德 | 男子200米 | 21.83 | 7 | 未晉級 | 未晉級 | 未晉級 | 未晉級 | 未晉級 | 未晉級 |

## 游泳
文莱有一名游泳运动员获外卡邀请，得以参加奥运。
| 运动员      | 项目          | 预赛    | 预赛 | 半决赛 | 半决赛 | 决赛   | 决赛   |
| 运动员      | 项目          | 时间    | 排名 | 时间   | 排名   | 时间   | 排名   |
| ----------- | ------------- | ------- | ---- | ------ | ------ | ------ | ------ |
| 莫哈末·依沙 | 男子100米蛙泳 | 1:08.65 | 47   | 未晉級 | 未晉級 | 未晉級 | 未晉級 |